# Pleurothallis archidonae
Pleurothallis archidonae är en orkidéart som beskrevs av John Lindley. Pleurothallis archidonae ingår i släktet Pleurothallis och familjen orkidéer. Inga underarter finns listade i Catalogue of Life.

## Bildgalleri

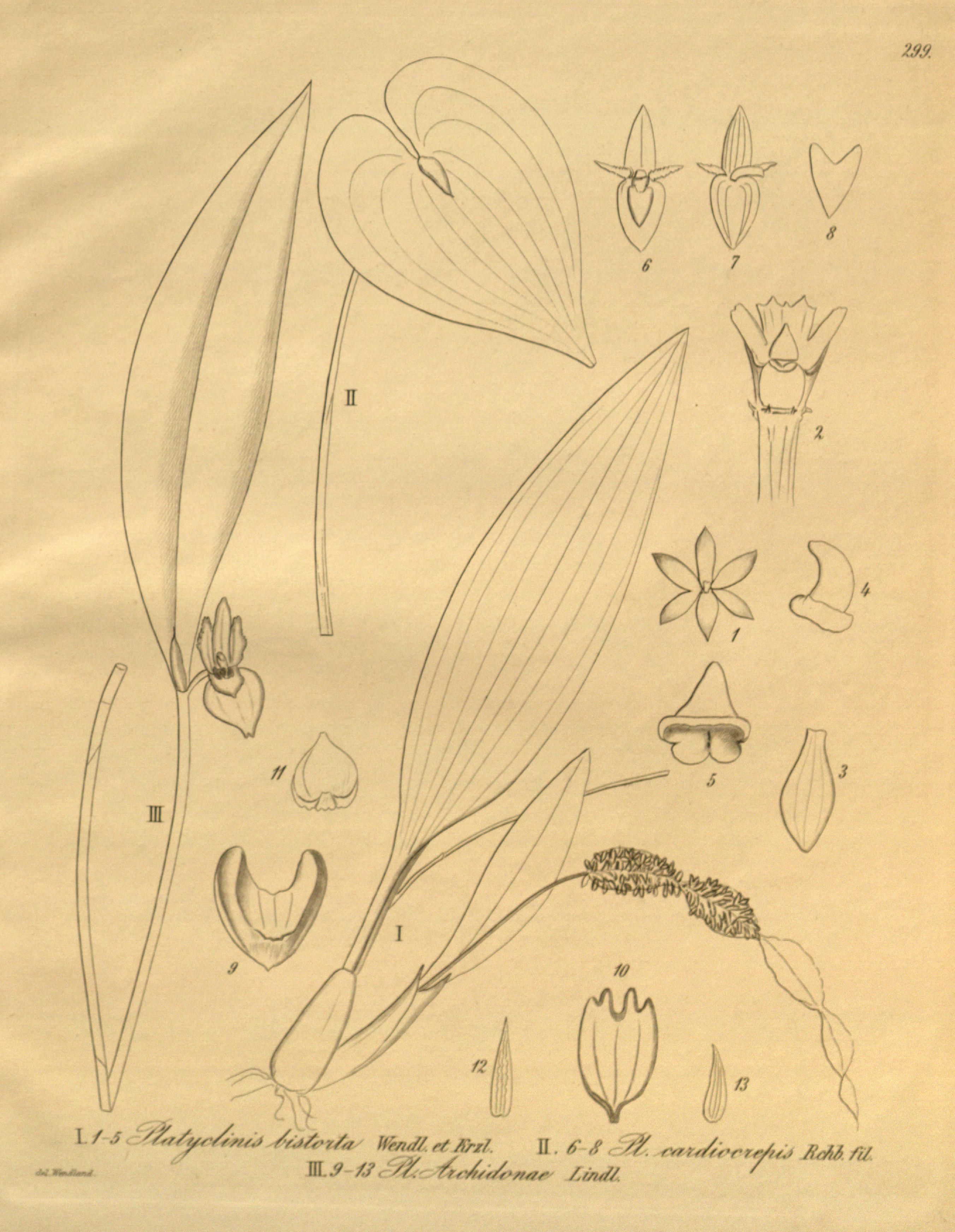